# تاريخ الحج

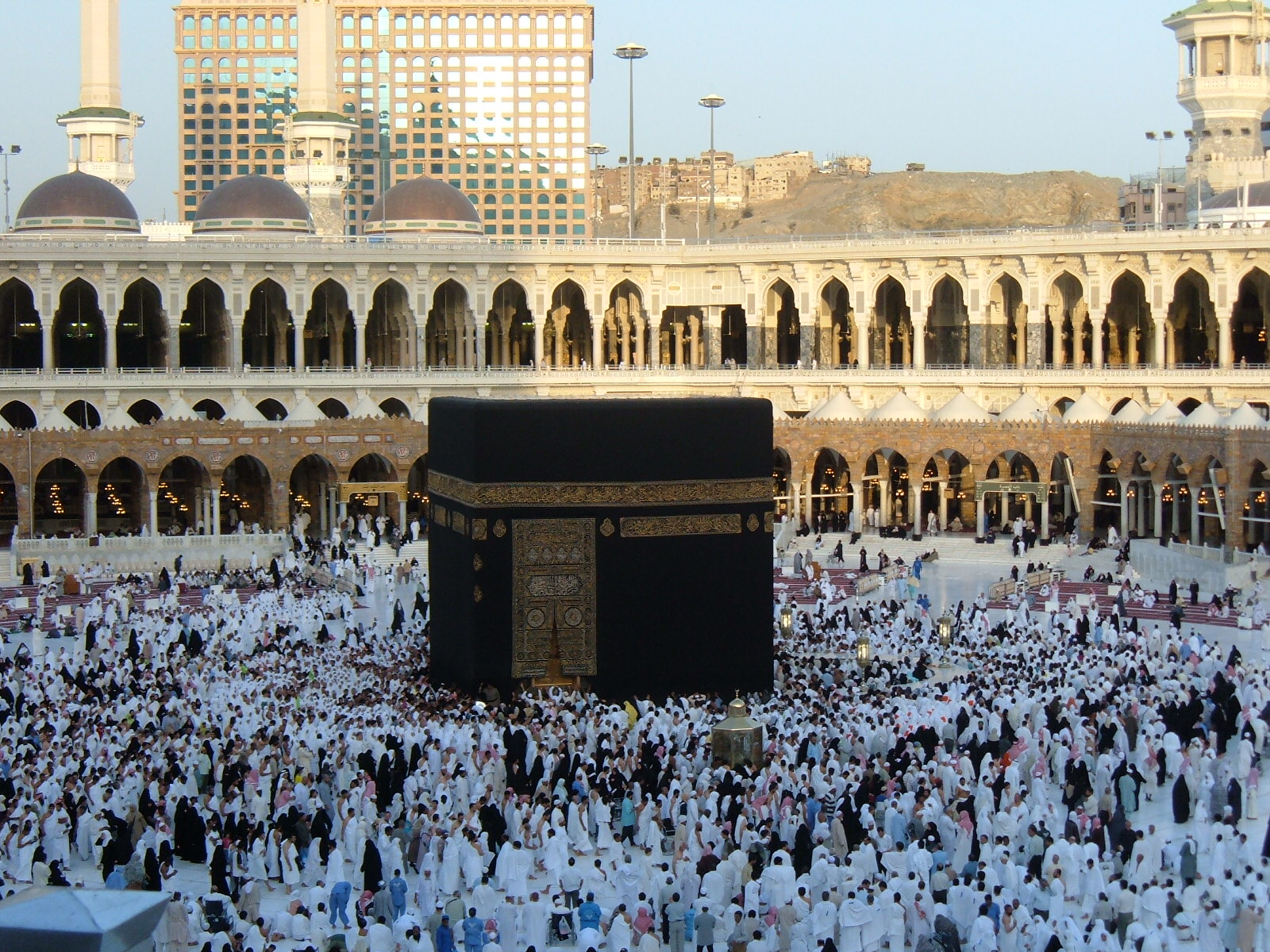
الكعبة في مكة هي وجهة الحج للمسلمين

تاريخ الحج يشمل فترة تبدأ من وقت النبي إبراهيم من خلال إقامة الحج الإسلامي من قبل النبي الإسلامي محمد ﷺ، إلى الحج الحالي حيث الملايين من المسلمين يُؤدون الحج سنوياً. في التقاليد الإسلامية تم تقديم الحج خلال فترة النبي إبراهيم. بناء على أمر الله، وهو الذي بنى الكعبة التي أصبحت وجهة الحج. بالنسبة للعرب الوثنيين في بلاد ما قبل الإسلام، كانت الكعبة مركزا للعبادة. النمط الحالي للحج الإسلامي أنشأه النبي محمد ﷺ ، حوالي عام 632 م، الذي أجرى إصلاحات على الحج قبل الإسلام من العرب الوثنيين. وخلال العصور الوسطى، سيجتمع الحجاج في المدن الرئيسية مثل البصرة ودمشق والقاهرة للذهاب إلى مكة المكرمة في مجموعات وقوافل تضم عشرات الآلاف من الحجاج.
في تاريخ الحج الطويل نسبيا، كانت قبائل الصحراء - المعروفة باسم البدو - مسألة أمنية مستمرة إلى حد ما بالنسبة لقوافل الحج. مرة أخرى، على مر التاريخ، كانت رحلة الحج إلى مكة المكرمة قد عرضت على الحجاج وكذلك التجار المحترفين الفرصة للقيام بأنشطة الترويج المختلفة على حد سواء في الطريق ومكة ودمشق والقاهرة.

## الأصل
في التقاليد الإسلامية، تم تقديم الحج خلال فترة النبي إبراهيم. وفقا للتقاليد، من خلال أوامر الله، ترك إبراهيم زوجته هاجر وابنه إسماعيل وحدهم في صحراء مكة القديمة مع القليل من الغذاء والمياه التي انتهت مع مرور الوقت. كانت مكة مكانا غير مأهول. فركضت هاجر بقوة سبع مرات بين تلال الصفا والمروة ولكن لم تجد أي شيء. ومع يأس إسماعيل، رأت الطفل يخدش الأرض بساقه إذ بنافورة من المياه تحته. وبسبب وجود الماء، بدأت القبائل في الاستقرار في مكة المكرمة، جرهم كانت أول قبيلة تصل. عندما كبر إسماعيل تزوج من هذه القبيلة وبدأ يعيش معهم. ويذكر القرآن أن إبراهيم، جنبا إلى جنب مع ابنه إسماعيل، قام بتأسيس الكعبة. بعد وضع الحجر الأسود في الزاوية الشرقية من الكعبة، تلقى إبراهيم الوحي الذي قال الله للنبي أنه يجب أن يذهب الآن وأن يعلن الحج إلى البشر. ويذكر الباحث الإسلامي شبلي النعماني أن الكعبة التي بناها إبراهيم كانت تبلغ ارتفاع 27 قدما و 96 قدما وطوله 66 قدما.

## العرب قبل الإسلام
كان العرب قبل الإسلام يعبدون الأوثان. والكعبة مركز عبادتهم، وكانت مليئة بالأصنام وصور الملائكة. وخلال موسم الحج السنوي، يزور الناس الكعبة من الداخل والخارج. وكانت قبيلة قريش مسؤولة عن خدمة الحجاج. يشير شبلي النعماني إلى أن العرب الوثنيين قدموا بعض الطقوس غير المقدسة أثناء الحج. وخلافا لحج اليوم، لم يمشوا بين تلال الصفا والمروة ولم يجتمعوا في عرفات. ويحافظ البعض على الصمت أثناء مجرى الحج كله. باستثناء الناس من قبيلة قريش، والبعض الآخر يؤدي الطواف في حالة عارية. خلال السنوات الأولى من نبوة محمد، وفر موسم الحج لمحمد مناسبة للتبشير بالإسلام للشعب الأجنبي الذين جاءوا إلى مكة المكرمة للحج.

## النبي محمد والحج

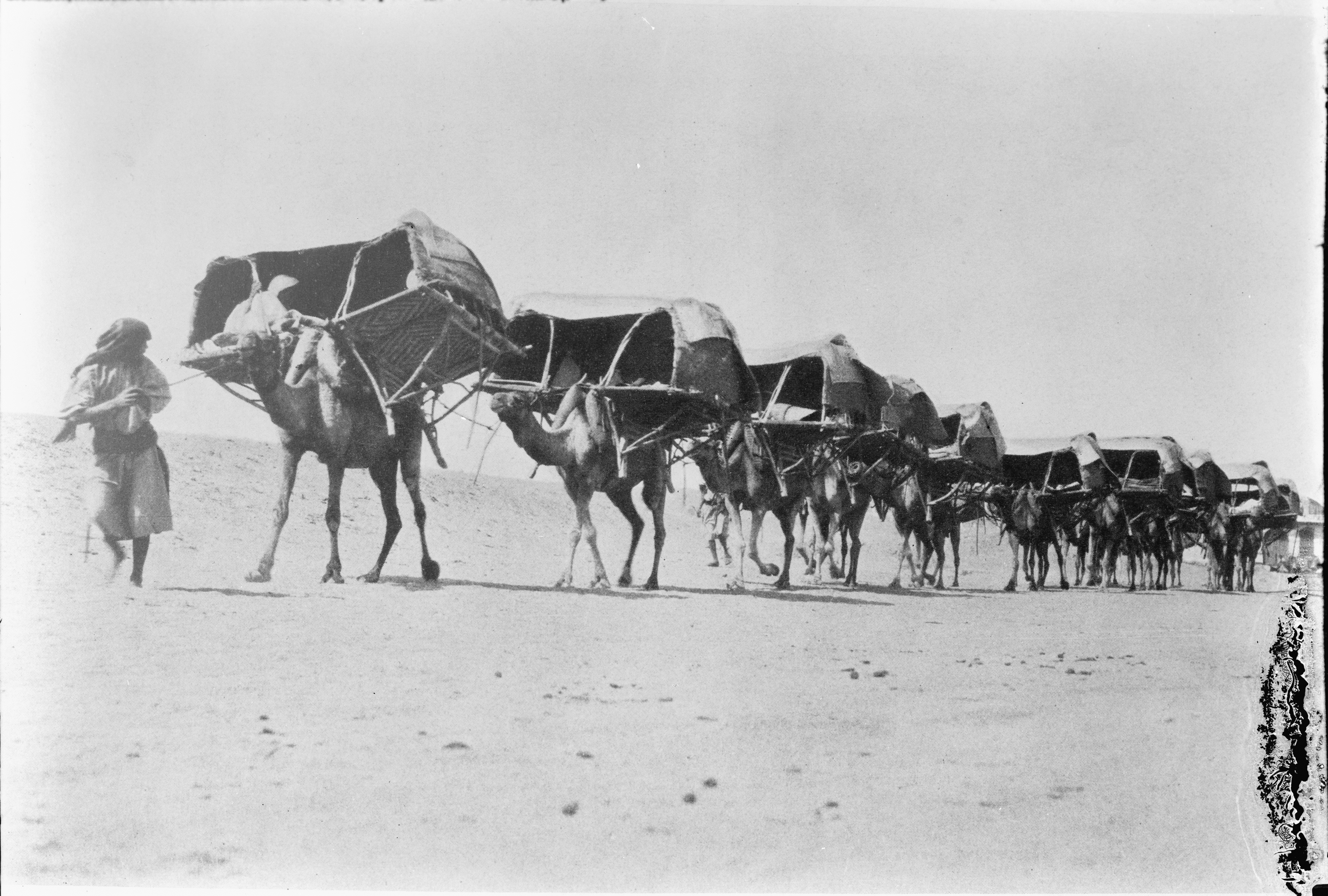
قافلة من الجمال مسافرين إلي مكة لتأدية فريضة الحج.

النمط الحالي للحج تم إنشاؤه من قبل النبي محمد ﷺ الذي أجرى إصلاحات على الحج قبل الإسلام من العرب الوثنيين. غزوا المسلمين مكة في 630 م. ثم طهر النبي محمد ﷺ الكعبة عن طريق تدمير كل الأصنام الوثنية، وإعادة تكريس المبنى إلى عبادة الله. في العام التالي، وبتوجيه من النبي محمد ﷺ، قاد أبو بكر 300 مسلم إلى الحج في مكة المكرمة حيث ألقى علي بن أبي طالب خطبة تنص على طقوس الحج الجديدة وإلغاء الشعائر الوثنية. وأعلن بشكل خاص أنه لن يسمح لأي كافر وثني وعاري بتطويق الكعبة من العام المقبل. في عام 632 م، قبل وفات النبي بفترة وجيزة، قام النبي محمد ﷺ بحجته الأولى والأخيرة مع عدد كبير من الأتباع، وعلمهم طقوس الحج وآداب الأداء. في سهل عرفات، ألقى خطابا مشهورا، يعرف باسم خطبة الوداع، لأولئك الذين حضروا هناك. ومنذ ذلك الحين أصبح الحج ركنًا أساسيًا من أركان الإسلام الخمسة.

## في العصور الوسطى والعثمانية

قافلة حجاج قادمة من الرملة إلى مكة. مقامات الحريري. من رسومات يحيى الواسطي 1236/1237

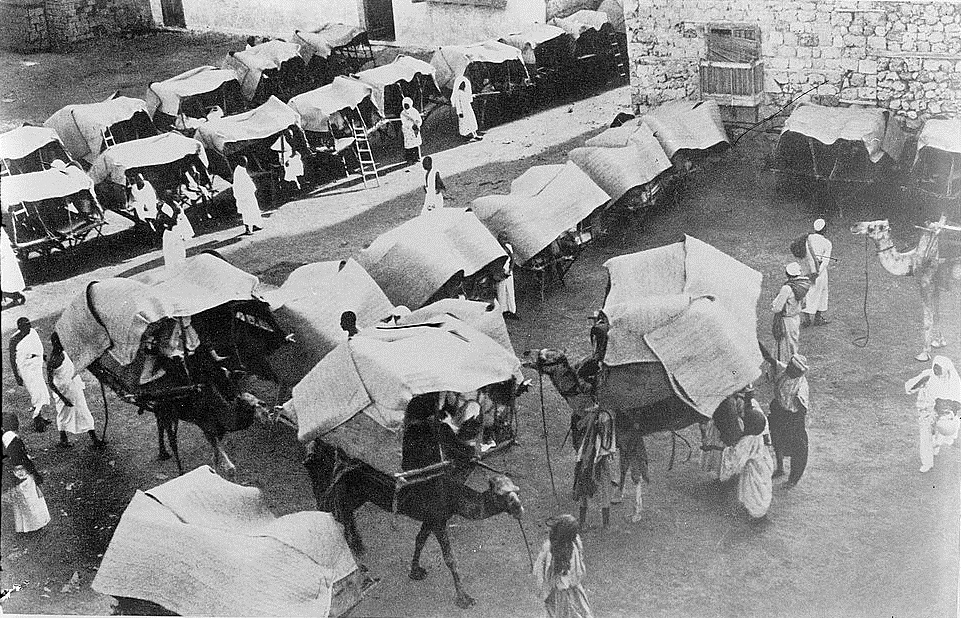
جمال وخيام الحجاج في مكة المكرمة.

خلال العصور الوسطى، سيجتمع الحجاج في عواصم سوريا ومصر والعراق للذهاب إلى مكة المكرمة في مجموعات وقوافل تضم عشرات الآلاف من الحجاج. وسيتولى الحكام المسلمون مسؤولية الحج، ويتيحون رعاية الدولة لتنظيم مثل هذه القوافل الحجية. ولتيسير رحلة الحج، تم بناء طريق على بعد 900 ميل، يمتد من العراق إلى مكة والمدينة المنورة. كان من المحتمل أن يتم بناء الطريق خلال الخليفة العباسي الثالث أبو عبد الله محمد المهدي، والد الخليفة العباسي الخامس هارون الرشيد في عام 780 م. وقد سميت في وقت لاحق «درب الزبيدة»، زوجة هارون، كما لوحظ لإجراء تحسينات على طول الطريق وتأثيثها بمياه الصهاريج وتناول منازل للحجاج على فترات منتظمة. قام كل من هارون وزبيدة بالحج عدة مرات في أنشطة تحسين في مكة والمدينة المنورة.
وهناك قدر كبير من المعلومات عن الحج في القرون الوسطى يأتي من الملاحظات المباشرة لثلاثة مسافرين مسلمين - ناصر خسرو، وابن جبير، وابن بطوطة - الذين قاموا بنفسهم بالحج وسجلوا روايات مفصلة عن الحج في وقتهم. أجرى خسرو الحج في 1050 م. وبداية من أول رحلة له من غرناطة في عام 1183 م، قام ابن جبير، وهو أندلسي عربي من بني كنانة، بالحج عام 1184 ثم ذهب إلى بغداد. ابن بطوطة، وهو مواطن من المغرب، غادر منزله في 1325 وأدى الحج في 1326 م. بعد سقوط بغداد في عام 1258 (خلال الفترة المملوكية)، أصبحت دمشق والقاهرة نقطة التجمع الرئيسية للحجاج. في حين انضم حجاج من سوريا والعراق وإيران ومناطق الأناضول إلى قافلة دمشق، انضمت من شمال أفريقيا ومناطق الصحراء الكبرى إلى قافلة القاهرة.

### طرق الحج

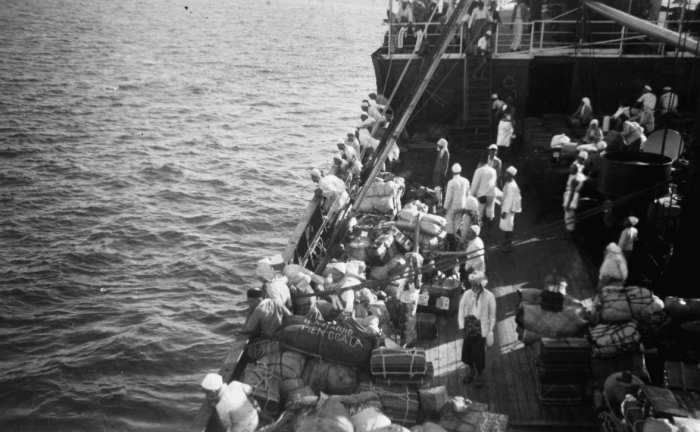
حجاج من هولندا جزر الهند الشرقية على متن روتردامزش لويد باخرة 'كوتا نوبان'، البحر الأحمر (1937 م).

في العراق في القرون الوسطى، كانت نقاط التجمع الرئيسية للحجاج هي الكوفة والبصرة حيث كانت الأولى متصلة بمنطقة الحجاز بطريق زبيدة. بدأ هذا الطريق العراقي من الكوفة، عبر فايد (مكان بالقرب من جبل شمار في الجزء الأوسط من المملكة العربية السعودية)، عبر منطقة نجد (منطقة في وسط المملكة العربية السعودية)، ذهابًا إلى المدينة المنورة، ثم الوصول إلى مكة المكرمة. في سوريا في العصور الوسطى، كانت نقطة المغادرة للحجاج دمشق. بدأ هذا الطريق السوري من دمشق، وتوجه جنوبا، وصولًا إلى الكرك ثم معان (وكلاهما في الأردن حاليا)، عبورًا عبر تبوك (في شمال غرب المملكة العربية السعودية) والحجر (مدائن صالح الآن)، والعلا (شمال غرب المملكة العربية السعودية، 380 كم شمال المدينة المنورة)، ثم انتقالًا إلى المدينة المنورة، ثم وصولًا إلى مكة المكرمة. منذ حكم الدولة الأموية حتى العصر العثماني، كانت مدينة معان سوقا للحجاج على الطريق السوري. في الطريق المصري، سيجتمع الحجاج في القاهرة، وبعد أربعة أيام، يبدأون على أرض أجرود (24 كيلومترا شمال غرب السويس)، ومن هناك سيصلون إلى السويس، ويعبرون شبه جزيرة سيناء عبر نقطة النخل، فإنهم سيصلون إلى العقبة (في الجزء الجنوبي من الأردن الحالي)، ثم يسافرون موازين للبحر الأحمر، ويصلون إلى ينبع، ثم يتوجهون إلى المدينة المنورة، وأخيرا يصلون إلى مكة المكرمة. سوف تبدأ قوافل الحج رحلتهم من هناك، مسافرين برا أو بحرا ومن خلال الصحارى، وبعد أداء الحج، والعودة هناك. تستغرق الرحلة الإجمالية ما بين شهرين وثلاثة أشهر في المتوسط.
كان الحج إلى مكة المكرمة رحلة برية أساسا باستخدام الجمال كوسيلة للنقل. غير أن العديد من الحجاج البعيدة من المغرب العربي وشبه القارة الهندية وجنوب شرق آسيا اضطروا طوال التاريخ إلى استخدام طرق بحرية مختلفة للوصول إلى الحجاز. وسيسافر الحجاج من المغرب العربي (تونس والجزائر وليبيا) عبر الساحل السفلي للبحر الأبيض المتوسط للوصول إلى قوافل القاهرة والانضمام إليها. وكان بعض الحجاج القادمين من أفريقيا يعبرون البحر الأحمر للوصول إلى الحجاز، ثم إلى مكة.

### في العهد العثماني

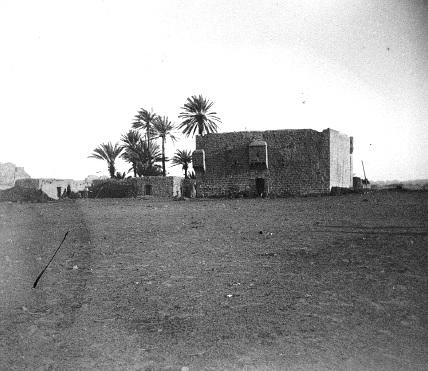
حصن الحج العثماني في مدائن صالح، 1907

بعد وصول العثمانيين إلى السلطة، كان سلاطين الإمبراطورية العثمانية يهتمون بإدارة برنامج الحج، وخصصوا ميزانية سنوية لترتيبها. خلال هذه الفترة، كانت دمشق والقاهرة لا تزالان النقطة الرئيسية التي ستغادر منها قافلة الحج وتعود إليها. وشملت هذه القوافل الآلاف من الجمال لحمل الحجاج والتجار والبضائع والمواد الغذائية والمياه. وهناك الكثير من الناس أيضا ذهبوا في رحلة الحج سيرا على الأقدام. وسيقدم الحكام القوات العسكرية اللازمة لضمان أمن قوافل الحج. وكان القائدون المغادرون من القاهرة ودمشق قد عينوا من قبل السيادة المسلمة وكانوا يعرفون باسم أمير الحج. وكانوا مسؤولين عن حماية حجاج القافلة، وتأمين الأموال واللوازم للرحلة. وجرى أيضا إرسال الجراحين والأطباء إلى القوافل السورية ليقوموا بحجز الحجاج دون تكاليف. وخلال هذه الفترة، قام حوالي 20 ألف إلى 60 ألف شخص بالحج سنويا.

### الضرائب على الحجاج

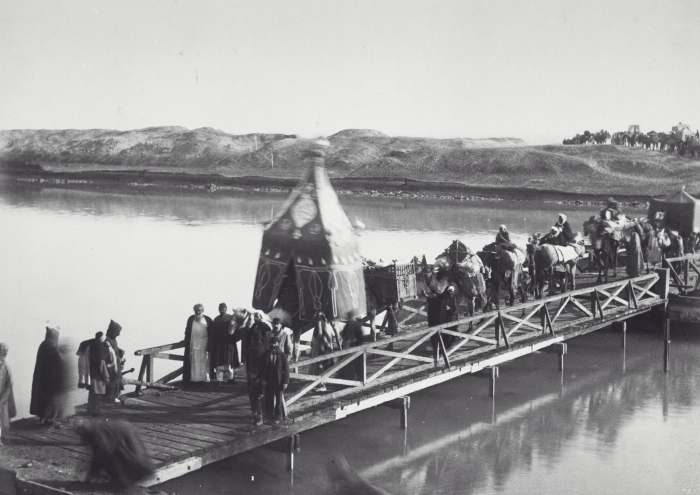
المحمل المصري (قافلة الحج) التي تعبر قناة السويس في طريقها إلى مكة، حوالي عام 1885.

وفقا لابن جبير، خلال الخلافة الفاطمية (909-1171 م)، فرضت الضرائب على الحجاج من قبل حكام الحجاز المحليين بمعدل سبعة ونصف دينار لكل رأس. وكان أولئك الذين لم يتمكنوا من دفعهم يعانون من تعذيب بدني شديد. ومع ذلك، فإن فرض الضرائب على الحجاج يعتبر غير قانوني من قبل الفقهاء الإسلاميين. بعد أن أطاح صلاح الدين بالخلافة الفاطمية حوالي عام 1171 وأسس سلالة الأيوبيين، بذلت محاولات لإلغاء الضرائب المفروضة على الحجاج. وقد أشاد ابن جبير بإلغاء صلاح الدين من الضرائب غير القانونية. غير أن تدابير صلاح الدين أثبتت عدم كفايتها، خاصة في أوقات لاحقة، ويرجع ذلك جزئيا إلى وجود ضرائب أخرى (مثل الضرائب على القوافل الحج أو الإبل) وأيضا لأن القرارات الإدارية المتخذة في دمشق أو القاهرة لم تكن سهلة التطبيق بشكل فعال في الحجاز بسبب المسافات الطويلة. بعض السلاطين المملوكيين في وقت لاحق - مثل بايبرس وحسن - قاموا بمحاولات نشطة للسيطرة على الحكام المحليين المكيين من فرض ضرائب على القوافل الحج عن طريق تعويض الحكام المكيين مع تخصيص سنوي من مبلغ ثابت من المال. يذكر السيوطي أنه في عام 384 هـ (حوالي 994 م)، فشل الحجاج الذين جائوا من العراق وسوريا واليمن لأداء الحج إلى الفشل لأنهم لم يسمح لهم بأداء الحج دون دفع الضرائب. فقط الحجاج المصريون يؤدون الحج هذا العام.

### قضية البدو

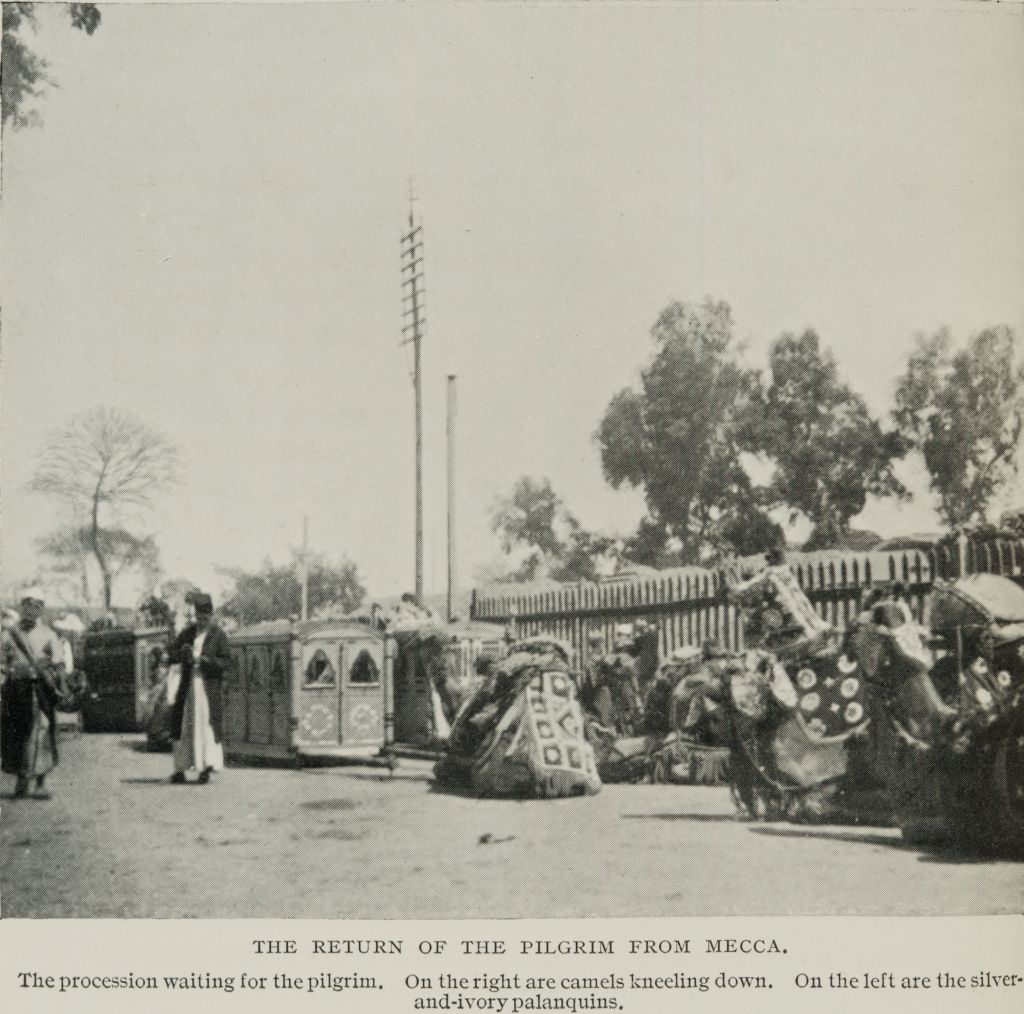
الموكب في انتظار الحج. على اليمين الجمال راكعين. 1911.

وفي تاريخ الحج الطويل نسبيا، كانت قبائل الصحراء البدوية - المعروفة باسم البدو - مسألة دائمة نوعا ما بالنسبة لقوافل الحج. وكثيرا ما كانت تستخدم لمهاجمة قوافل - الحج أو البضائع - التي مرت بأراضيها، مما يشكل تهديدا أمنيا. وكان عليهم أن يدفعوا مبلغا وسيما من المال مقابل تأمين قوافل الحج. وسيدفع رئيس النظام المبلغ إلى الأمير الحج - القائد المسؤول عن قافلة الحج - الذي سيقوم بعد ذلك بتسديد المبالغ إلى القبائل البدوية وفقا لمطالب الوضع. وحتى ذلك الحين، كانت هناك إصابات بين الحين والآخر. في عام 1757 م، هاجمت قبيلة بدوية بني صخر قافلة الحج التي أسفرت عن مقتل العديد من الحجاج، وإصابة أخرين.

### أنشطة التداول
وطوال التاريخ، كانت رحلة الحج إلى مكة قد عرضت للحجاج وكذلك التجار المحترفين الفرصة للقيام بأنشطة ترويجية مختلفة سواء في طريقها أو في مكة المكرمة ودمشق والقاهرة. كما أن إعفاء الجمارك على الأرض والأمن الممنوح لكرفانات الحج جعلها مجالا مربحا للتداول. جلب العديد من الحجاج البضائع المنتجة في أراضيهم من أجل بيعها، وبالتالي أصبحوا تجار في بعض الأحيان، وإدارة بعض النفقات لرحلة الحج. وفقا ليوهان لودفيك بركهارت، جلب الأفغان شالات الخشنة، والخرز من الحجر، وفرشاة الأسنان. جلب الأوروبيين الأتراك الأحذية والنعال، وحياكة الحرير متماسكة، والأصناف المطرزة، والحلو؛ جلب الأتراك الأناضول الشالات والسجاد؛ جلب حجاج المغرب العربي عباءة مصنوعة من الصوف. قام رجال الأعمال المحترفون بأنشطة ترويجية واسعة النطاق شملت نقل البضائع بين مكة المكرمة وبلداتهم وكذلك المبيعات وحدها في طريق الحج. وقد تم شراء البضائع الهندية وغيرها من السلع الشرقية، التي جلبتها السفن إلى مكة المكرمة، من قبل تجار كبيرين من القاهرة ودمشق الذين باعوها عند عودتهم في أسواقهم الخاصة. وشملت هذه السلع عموما المنسوجات الهندية، والتوابل المختلفة، والقهوة، والعقارات، والأحجار الكريمة.

## في العصر الحديث

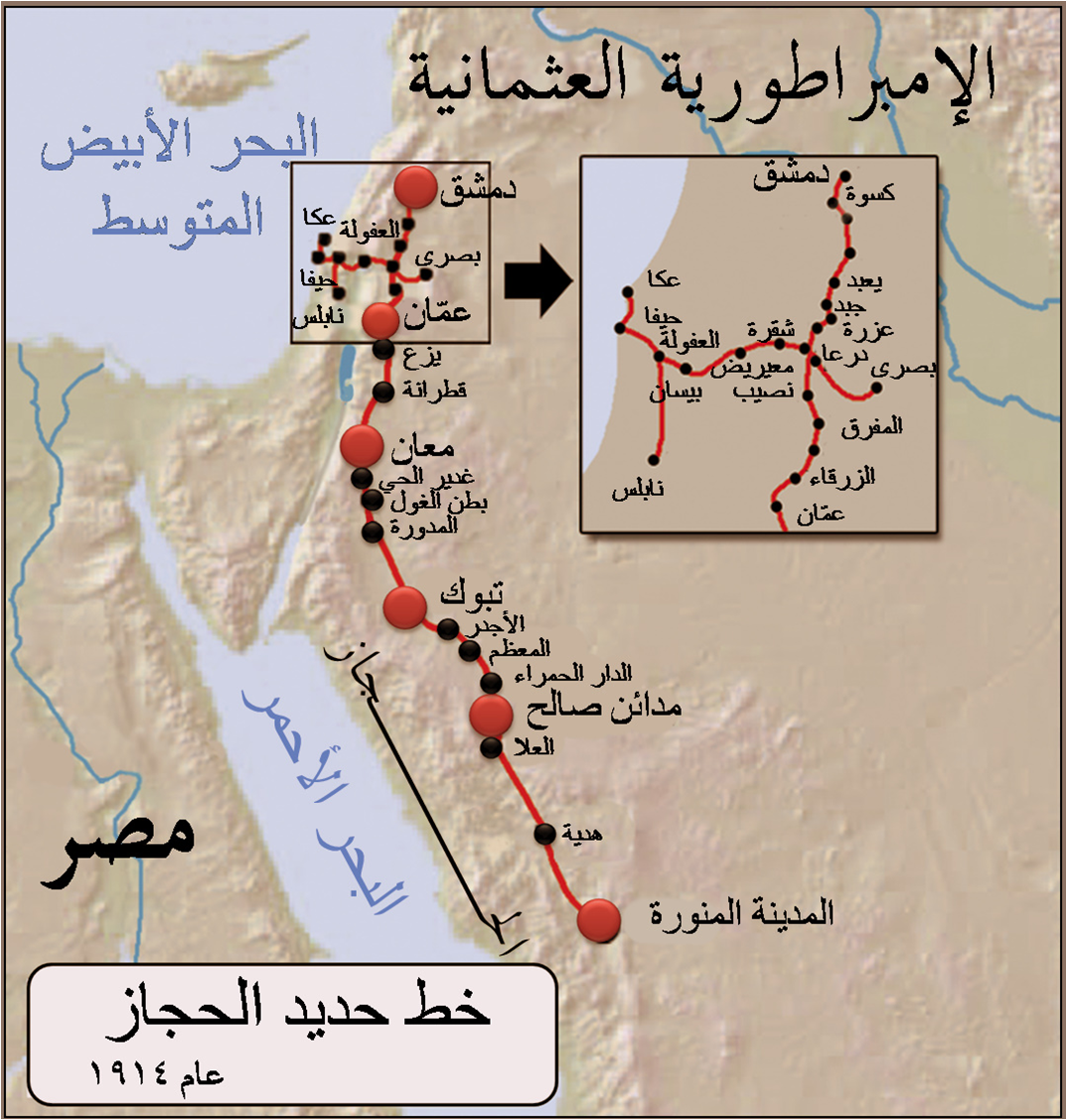
طريق خط حديد الحجاز.

خلال النصف الثاني من القرن التاسع عشر (بعد 1850)، بدأت البواخر لاستخدامها في رحلة الحج إلى مكة المكرمة، وزيادة عدد الحجاج المسافرين على الطريق البحري. مع افتتاح قناة السويس في عام 1869، تم تقصير وقت السفر للحج. في البداية، كان شركات السفن البريطانية تحتكر هذه الأعمال، وقدمت القليل من التسهيلات للحجاج. في عام 1886، اعتمدت حكومة الهند آنذاك بعض اللوائح لتحسين رحلة الحج من الهند إلى الحجاز. في أوائل القرن العشرين، قام السلطان العثماني عبد الحميد الثاني ببناء سكة حديد الحجاز بين دمشق والمدينة المنورة، مما سهل رحلة الحج حيث سافر الحجاج بسهولة نسبية ووصلوا إلى الحجاز في أربعة أيام فقط. وبدءا من دمشق في أيلول / سبتمبر 1900، وصل خط السكة الحديد إلى المدينة المنورة في أيلول / سبتمبر 1908 ويبلغ طوله 1300 كيلومتر (810 ميل). وقد تضررت السكة الحديد خلال الحرب العالمية الأولى والثورة العربية من خلال قوة بقيادة الضابط البريطاني توماس إدوارد لاورنس.

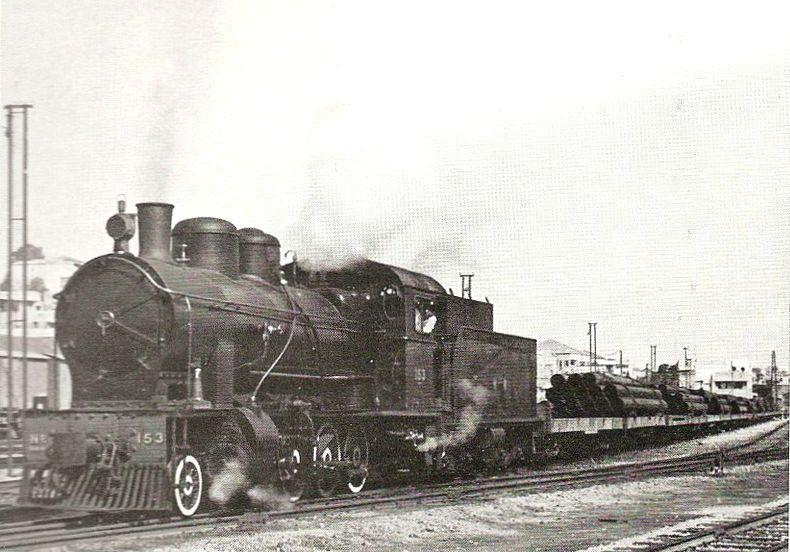
وأقامت شركة "سويس كومبوتل أند ماشين وركس" في سويسرا فئة من عشر قاطرات من 2 إلى 8-0 لسكة حديد الحجاز في عام 1912، وعددها من 87-96.

بعد عقد بين حكومة المملكة العربية السعودية وشركة الخطوط الجوية المصرية في عام 1936، قدمت شركة الخطوط الجوية المصرية أول خدمة طيران للحجاج في عام 1937. وعطلت المحرك اللاحق للطائرة رحلات الحج، والحرب العالمية الثانية من عام 1939 إلى عام 1945 تسببت في انخفاض عدد الحجاج. بدأ نظام النقل الحديث في رحلة الحج بشكل فعال إلا بعد الحرب العالمية الثانية. أنشأت الهيئة السعودية للنقل العربي وشركة النقل باخشاب في عامي 1946 و 1948 على التوالي لنقل الحجاج في مختلف مواقع الحج التي أثبتت فعاليتها العالية في السنوات اللاحقة واستخدام الإبل كوسيلة للنقل في رحلة الحج انتهت فعليا في عام 1950 م. ووفقا لأحد الروايات، خلال مواسم الحج من 1946-1950، وصل نحو 80 في المئة من إجمالي الحجاج الأجانب عن طريق البحر، و 10 في المئة عن طريق البر، و 7 في المئة عن طريق النقل الجوي. شهدت عقود السبعينيات والعقود اللاحقة زيادة هائلة في عدد الحجاج بسبب توفر نظام سفر جوي بأسعار معقولة.